# Louis-Adolphe Bertillon
Louis-Adolphe Bertillon, franceză: [bɛʁtijɔ̃], (n. 1 aprilie 1821, Paris - d. 28 februarie 1883, Neuilly-sur-Seine) a fost un medic, antropolog, demograf, matematician, statistician și  micolog francez. Abrevierea numelui său în cărți științifice este Bertill..

## Familie
Familia Bertillon, originară din Saint-Seine (Côte-d'Or), a fost ruinată în timpul Revoluției franceze. Tatăl lui Louis-Adolphe, Jean-Baptiste Bertillon (d. 1846), a fost un chimist distilator care venise la Paris la vârsta de 14 sau 15 ani pentru ași încerca norocul. A fost căsătorit cu Pierrette Garinot.
Louis-Adolphe Bertillon s-a căsătorit în 1850, cu Marguerite Zoé, ea pe atunci la vârsta de 20 de ani și fără profesie, fiica demografului Achille Guillard (n. 28 decembrie 1799, Marcigny (Saône-et-Loire) - d. 12 februarie 1876, Paris), de unii numit „tatăl demografiei”.  Soții au avut doi fii, pe Jacques Bertillon (n. 11 noiembrie 1851, Paris - d. 7 iulie 1922, Valmondois), și el mai târziu medic, statistician și demograf francez precum pe Alphonse Bertillon, (n. 22 aprilie 1853, Paris -  și d. 13 februarie 1914, Paris), ulterior  un renumit criminalist francez. În 1882, a fost fondator al primului laborator de poliție de identificare penală și creatorul antropometriei judiciare, numită Système Bertillon sau bertillonnage, un sistem de identificare adaptat rapid în toată Europa, apoi în Statele Unite și folosit în Franța până în 1970.

## Biografie

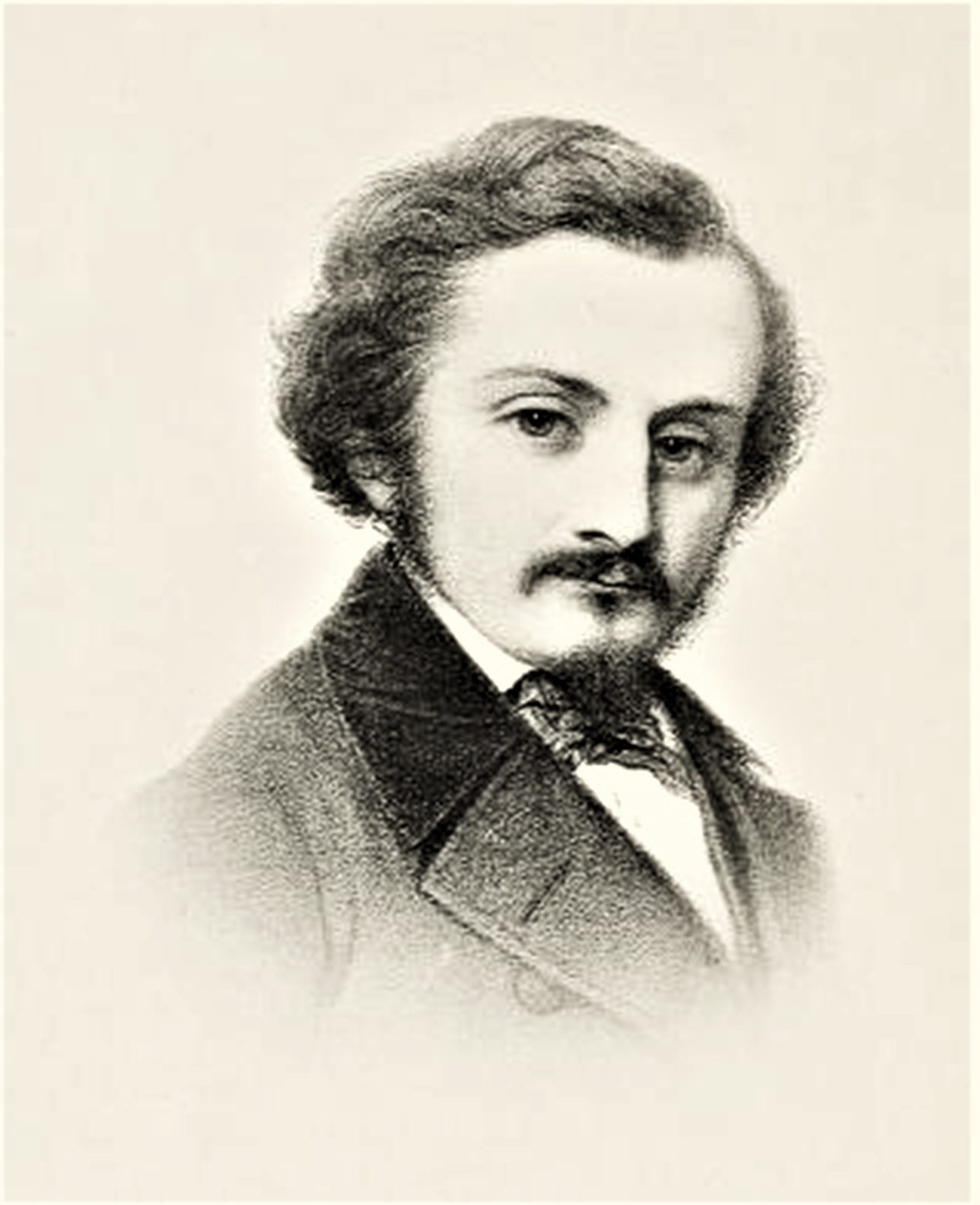
Louis-Adolphe Bertillon în 1850

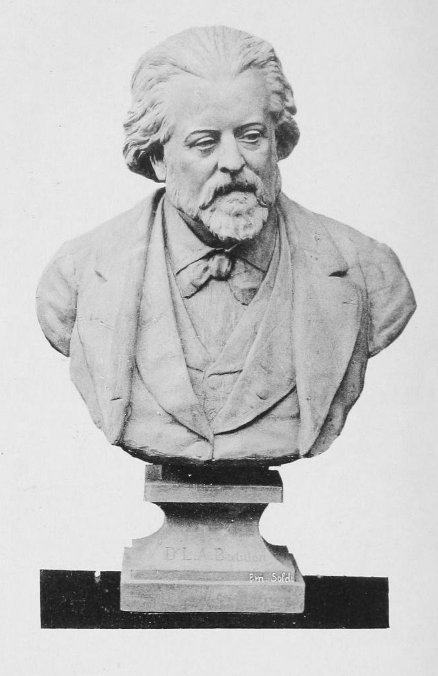
Bustul lui Louis-Adolphe Bertillon

În jurul anului 1828, părinții au părăsit Parisul și au cumpărat lângă Montargis o vastă proprietate rurală numită Buisson. Aici Louis-Adolphe a petrecut anii copilăriei. Deja de la primul an al școlii, băiatul a arătat cele mai surprinzătoare dispoziții pentru istoria naturală. Buisson era înconjurat de șanțuri pline cu apă și locuit de o mulțime de animale acvatice. Acolo și-a petrecut cea mai mare parte a timpului liber, studiind moravurile animalelor și tulburându-le în obiceiurile lor pentru a le observa mai bine. Marea lui fericire a fost, să găsească unele care au fost deja moarte. Le-a disecat cu cuțitul și s-a străduit să înțeleagă utilizarea organelor lor. Părinții lui făceau uneori excursii la Paris, unde au avut o proprietate. Din păcate au făcut una în 1832, pe când izbucnise holera, iar mama lui s-a infectat și a murit. Tatăl său a decis apoi să-și ia fiul la Paris, hotărând să-l trimite la o școală de comerț.
Dar cu cât a devenit mai matur, cu atât s-a simțit mai înclinat spre știință. A vrut să devină inginer sau medic. Studiile care a trebuit să le facă nu au dus la niciuna din aceste două profesii. De acea, în ciuda tatălui său, a studiat matematica pentru a intra în École centrale de Paris la care a fost admis. Pasiunea pentru istoria naturală a devenit din ce în ce mai puternică și a început să studieze medicina la Universitatea din Paris. În urmare, tatăl lui a suspendat bursa paternă. Deși cea mai mare parte a timpului său a fost dedicat studiului medicinii, Bertillon a urmat cu ardoare cursurile de istorie la College de France. A fost unul dintre cei mai pasionați admiratori ai profesorilor Jules Michelet, unui apropiat al ideii socialiste cu care s-a împrietenit, și Edgar Quinet. Când, în 1848, a izbucnit revoluția care a stabilit republica în Franța, a schimbat pentru o clipă cursul ideilor lui Bertillon. A iubit profund umanitatea văzând în ea republica ca instrumentul care trebuia să ridice muncitorul inteligent și laborios. Mulți bărbați din acea vreme au crezut, că organizarea muncii ar putea fi imediat transformată. Dar niciunul dintre acești visători nu i s-au potrivit, totuși a admirat profund puternicul geniu al lui Pierre-Joseph Proudhon.
La 6 august 1852, Louis-Adolphe Bertillon și-a luat doctoratul în medicină la Universitatea din Paris. Deja în disertația sa De quelques éléments de l'hygiène dans leur rapport avec la durée de la vie, s-a ocupat, în contextul politicii de sănătate, de probleme statistice. În aceasta, a criticat, din aspectul său medicinal, valorile medii artificiale obținute din totalitatea datelor colectate. În schimb a cerut formarea de valori medii „naturale“ din pârțile populației social omogene respective, în scopul de a obține din statistică o imagine mai realistă a situației, în loc de a deriva doar principii legaliste abstracte. Din 1854 până în 1860, Bertillon a lucrat ca medic la spitalul din Montmorency.
În anul 1857, Bertillon a publicat rezultatele statistice împotriva criticilor vaccinului în cartea sa Conclusions statistiques contre les détracteurs de la vaccine, bazând și pe experiențele făcute la spital, în care a și studiat mișcările mortalității la fiecare vârstă timp de un secol. Concluziile trase au distrus întregul sistem construit de adversarii vaccinului. Câțiva ani mai târziu, Bertillon a publicat rezultatele statistice împotriva criticilor vaccinului în cartea sa Conclusions statistiques contre les détracteurs de la vaccine din 1857 în care a și studiat mișcările mortalității la fiecare vârstă timp de un secol. Concluziile trase a distrus întregul sistem construit de adversarii vaccinului. Institutul și Academia de Medicină au recompensat această carte. Încurajat de acest succes, Bertillon a ținut la 9 februarie 1858 o prelegere despre mortalitatea nou-născuților. A fost prima dată când a fost dezvăluită problema importantă a mortalității infantile la Paris. În jurul acestei perioade s-au întemeiat două societăți erudite de mare interes pentru savantul. Astfel, în 1859, Paul Broca a fondat Societatea de Antropologie din Paris și Bertillon a fost unul dintre cei 20 membri fondatori, iar în 1860 a fost și unul dintre primii dintre fondatorii Societății de Statistică. El a luat mare parte în activitatea acestor societăți și în ambele a fost onorat, fiind numărat printre președinții lor.
În urma înfrângerii la Bătălia de la Sedan în Războiul franco-german din 1870/71 și predarea împăratului Napoleon al III-lea împreună cu întreaga armată la 4 septembrie 1870, a fost  proclamată o republică „temporară” la Paris. Așa numitul Guvern al Apărării Naționale l-a numit pe Bertillon primar al districtului 5 al Parisului. El nu a ezitat nici acolo și și-a făcut datoria de patriot și cetățean. După înfrângerea Comunei din Paris la 28 mai 1871 și armistițiul a fost numit inspector al instituțiilor caritabile. Din păcate, a păstrat acele funcții doar câteva luni. S-a întors la viața privată. Dar ceea ce văzuse în timpul celor câteva examinări pe care le-a făcut, i-a dat dorința puternică, de a atrage atenția publicului medical și a guvernului încă o dată asupra mortalității infantile. Și-a reluat munca cu o nouă ardoare și, în loc să studieze mortalitatea doar în departamentele unde erau transportați parizienii mici, și-a aplicat cercetările în fiecare departament al Franței, comparând rezultatele cu cele de peste hotare. Această lucrare remarcabilă a făcut obiectul diferitelor comunicări către Academiei de Medicină și a apărut în sfârșit în 1874, sub titlul de La Démographie figurée de la France ou Etude statistique de la population française avec tableaux graphiques, cu 58 de hărți colorate.
Un an mai târziu Louis-Adolphe a predat primul curs în demografie la „Școala Medicală” din Paris. și, tot în 1875, a fondat împreună cu Paul Broca, Achille Guillard și Jean Louis Armand de Quatrefages de Bréau „Facultatea de antropologie” (École d’anthropologie), unde, din 1976 până la moarte, a  deținut prima catedră pentru demografie și geografie medicală. De acea a avut onoarea de a prezida Congresul Internațional de Demografie din 1878. Mai departe a fost director al oficiului de statistică al orașului Paris până la decesul lui.
A fost capabil să adauge calm și resemnare bolii sale grave (cancer). Deși nu demult devenise mai puțin o iluzie cu privire la starea lui, el a păstrat cu atât mai puțin până în ultimul moment o seninătate și o liniște sufletească care i-a lovit cu admirație pe cei care au asistat. Sigura care l-a păzit și îngrijit zi și noapte până la sfârșit a fost nepoțica lui Jeanne Bertillon. A murit mult prea tânăr la vârsta de doar 61 ani în domiciliul său în Rue Charles-Laffitte 72 din Neuilly-sur-Seine și înmormântat în cimitirul comunei la 3 martie 1883.

## Micologie

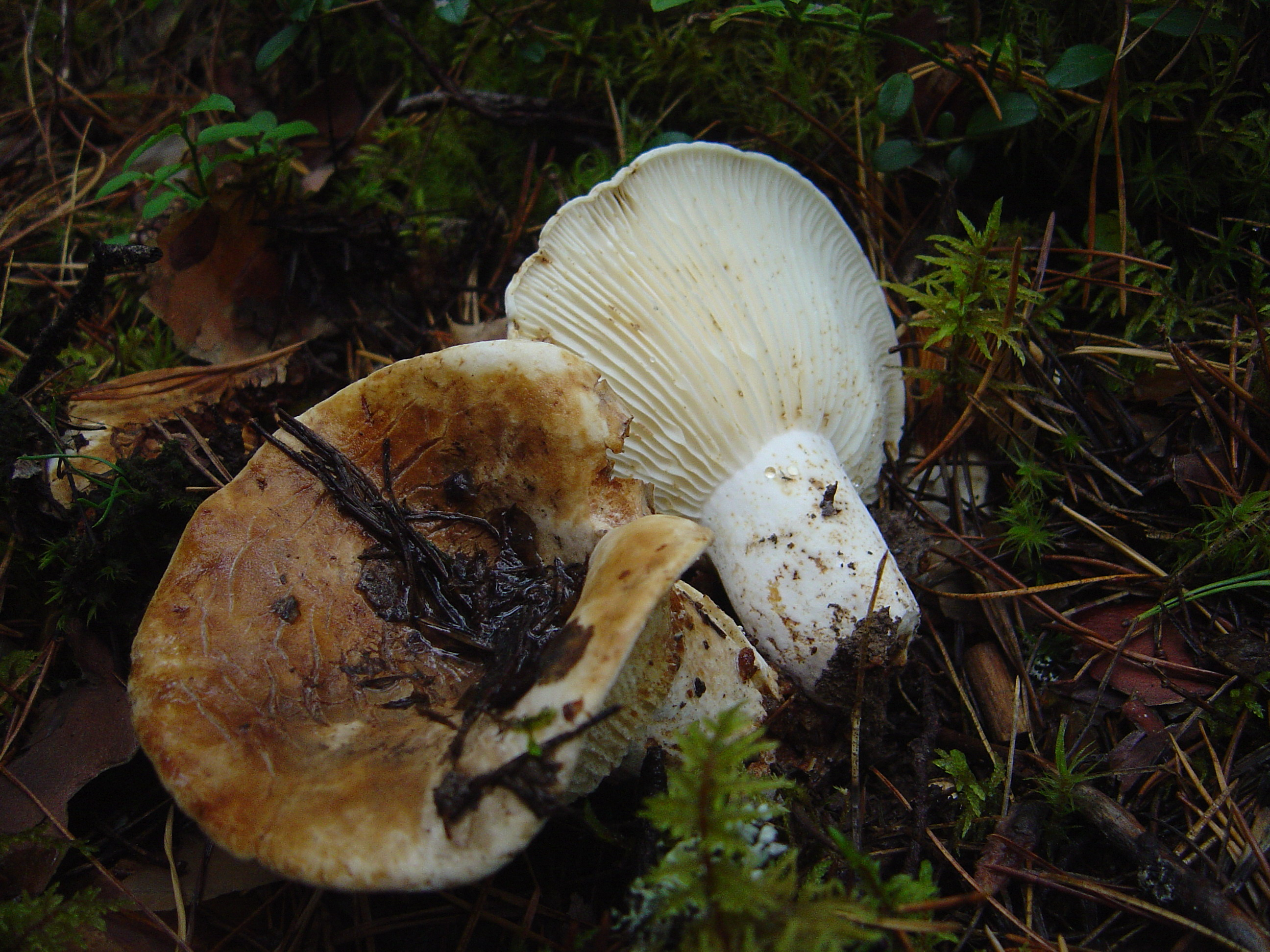
Lactarius bertillonii

Savantul s-a preocupat și cu micologia, în special cu speciile de genul Amanita, privind efectele toxice și psihogene. Astfel a făcut experimente asupra animalelor în care a dovedit toxicitatea mare ale speciilor în stadiu crud, dar, de asemenea dizolvarea toxinelor la anumite soiuri prin influența gătitului. În plus a dovedit imunitatea moluștelor  gasteropode Limax în ceea ce privește consumul de Amanita muscaria sau Amanita phalloides.
În onoarea lui a fost denumită specia Lactarius bertillonii  (Neuhoff ex  Z.Schaef.) Bon (1980).

## Specii de fungi descrise de Bertillon

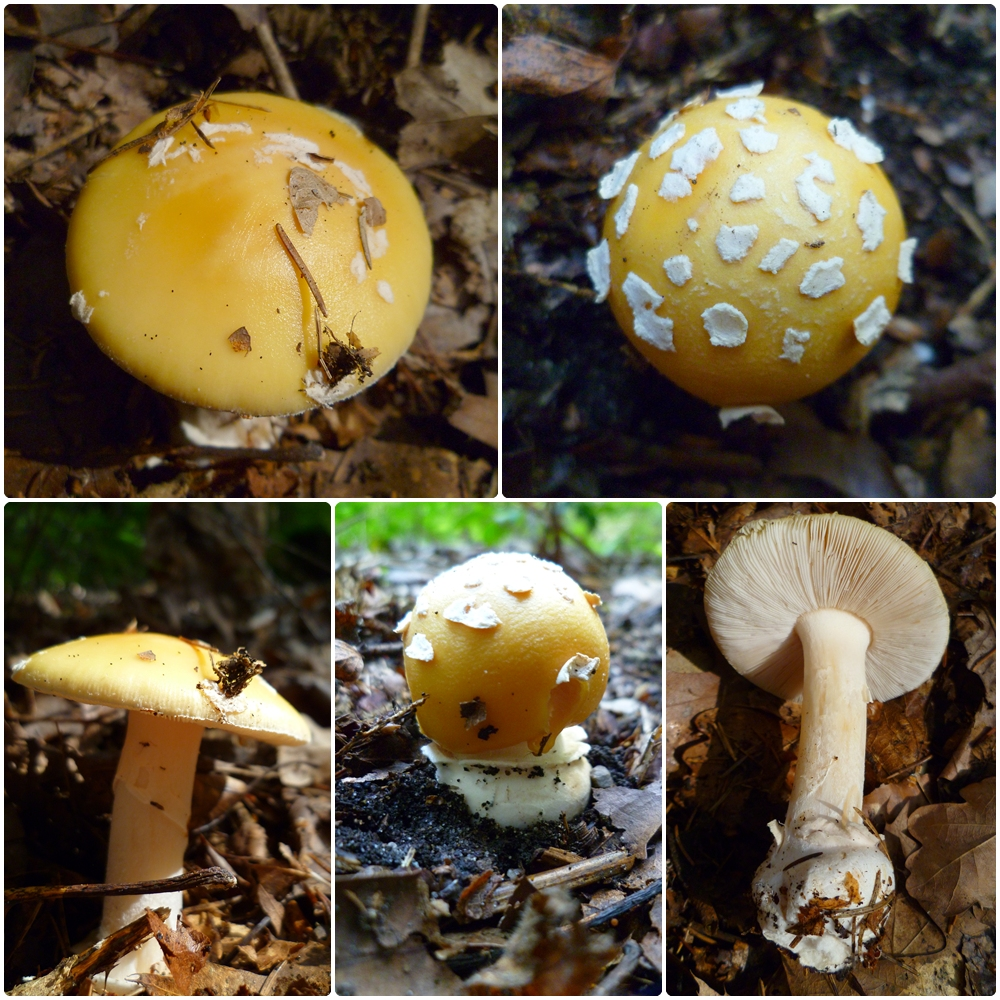
Amanita gemmata

În această legătură a determinat și mai multe specii de ciuperci, de verificat preponderent în volumul 1 al jurnalului medicinal Dictionnaire encyclopédique des sciences médicales din 1866. 
În urmare sunt listate câteva specii determinate de Bertillon sau cel puțin acceptate sinonim în prezent (2019).
- Amanita coccola  (Scop., 1772) Bertill. (1866)
- Amanita excelsa  (Fr., 1821) Bertill. (1866)
- Amanita gemmata  Fr., 1838) Bertill. (1866)
- Amanita mappa  (Batsch) Bertill. (1866) , azi Amanita citrina  (Schaeff.) Pers. (1797)
- Amanita murina  (Roques, 1841) Bertill (1866)
- Amanita pellita  (Paulet, 1841) Bertill (1866)
- Amanita spissa  (Fr., 1838) Bertill.
- Amanita strobiliformis  (Paulet ex Vittad.) Bertill. (1866)
- Amanita virosa  Bertill. (1866)
- Lactarius velutinus  Bertill. 1868) [19]

## Societăți
Omul de știință a fost membru multor societăți, cele mai renumite au fost:
- Société d'anthropologie de Paris, membru fondator (1859), mai târziu și președinte
- Société  de statistique, membru fondator (1860), mai târziu și președinte
- Société de sociologie, membru fondator (1872)
- Société botanique de France, membru (1874)
- Société d'anthropologie de Lyon, membru corespondent (1883)

## Premiul Bertillon
Premiul Bertillon, acordat odată la trei ani, este unul din premiile Societății de Antropologie din Paris. A fost fondat în 1885, în conformitate cu dorințele sale, de către fiii săi, Alphonse și Jacques:
„Le prix Bertillon sera décerné sans distinction de sexe, de nationalité ni de profession, au meilleur travail envoyé sur une matière concernant l'anthropologie, et notamment la démographie. (Premiul Bertillon va fi acordat fără distincție de sex, naționalitate sau profesie, celei mai bune lucrări trimise pe un subiect referitor la antropologie și, în special, la demografie.)”

## Publicații (selecție)
Bertillon a colaborat cu multe jurnale științifice, astfel de exemplu a scris pentru Messager de Paris, La presse scientifique des deux-mondes, Dictionnaire encyclopédique des sciences médicales, și Annales de démographie.
- De quelques éléments de l'hygiène dans leur rapport avec la durée de la vie, Paris 1852
- Conclusions statistiques contre les détracteurs de la vaccine et réponse à une demande de M. le prof. Malgaigne, Victor Masson, Paris 1855
- Conclusions statistiques contre les détracteurs de la vaccine, Editura Victor Masson, Paris 1857
- Philosophie médicale, à propos des idéalités de M. le Dr Pidoux, ou Recherche des méthodes employées en médecine, Paris 1857
- Philosophie médicale... Du Fétichisme à propos de la dermatologie, Paris 1858
- Études statistiques de géographie pathologique, Paris 1862
- Détermination de la mortalité dans les différents milieux, ou Méthode pour calculer la mortalité d'une collectivité pendant son passage dans un milieu déterminé etc., Paris 1869
- De la Mortalité parisienne, croissante selon les morts, décroissante selon les ministres, Paris 1869
- Valeur philosophique de l'hypothèse du transformisme, Editura Victor Masson et fils, Paris 1871
- La Démographie figurée de la France ou Etude statistique de la population française avec tableaux graphiques... Mortalité... en chaque département et pour la France entière comparée aux pays étrangers, cu 58 de hărți colorate, Editura G. Masson, Paris 1874
- Exposé des travaux scientifiques, Paris 1875
- Dictionnaire des sciences anthropologiques, Editura Octave Doin, Paris 1883